# Kramas
Kramas is een bestuurslaag in het regentschap Semarang van de provincie Midden-Java, Indonesië. Kramas telt 3129 inwoners (volkstelling 2010).